# 奧拉托利會小堂
奧拉托利會小堂（法語：Chapelle de l'Oratoire）是法国阿维尼翁的一座罗马天主教教堂，位于约瑟夫·弗纳特街，建于18世纪。1912年被法国文化部列为历史古迹。 
该教堂的建筑师是圣伯多禄堂的约翰伦纳德（1690-1749），他出生于马赛，灵感来自于家乡的老济贫院。工程于1713年开始，次年停止。1730年由慕尼黑建筑师Ferdinand Delmonce重新开始建造。后来又更换数位建筑师，最终于1749年完成，1750年祝圣。
该教堂曾是法国大革命的坚定支持者，其“爱国者俱乐部”后死于屠杀，新阿维尼翁市政府在此存储硝石和弹药。它后来受到陆军部的控制，这使其得以免于破坏。1825年恢复礼拜。